# Плікативні порушення

Плікативні порушення (рос. пликативные нарушения, англ. plicative dislocations; нім. plikative Störungen f pl (Dislokationen f pl)), іноді Складка — геологічні складчасті порушення первинного залягання верств гірських порід, що не супроводжуються розривом їх суцільності. Їх часто називають також складчастими, оскільки найголовнішим різновидом зв'язних порушень є складки. Однак останній термін не охоплює всіх видів зв'язних порушень; серед них є порушення і ін. типів, наприклад, розлінзовані. Синоніми — плікативні дислокації, складки.
Групування і назви плікативних дислокацій (складчастих тектонічних порушень) здійснюють за їх утворенням, положенням геометричних елементів тощо. Відомі такі класифікації :
1. Фізико-генетичні (в основу яких покладено фізичний механізм формування складок);
2. Геолого-генетичні (відображають причини появи сил, що утворюють складку, місце її розвитку, геологічні процеси земної кори, пов'язані з П.п.);
3. Геометричні (враховують будову та геометричні параметри складок, співвідношення розмірів їх елементів).

Причиною П.п. можуть бути ендогенні процеси, пов'язані з діяльністю глибинних сил Землі (тектонічні, магматичні, метаморфічні), і процеси екзогенного походження, зумовлені виявами сили тяжіння (обвали, рух льодовика тощо), так звані нетектонічні процеси. Основне значення у вияві П.п. мають тектонічні процеси. Велику роль в утворенні П.п. відіграють явища горизонтального стиснення, що виникають при зближенні (субдукції, колізії) літосферних плит.